# Mercedes-Benz CDI
Mercedes-Benz CDI — серия дизельных двигателей внутреннего сгорания немецкой торговой марки Mercedes-Benz, находящихся в производстве с 1998 года. Являются преемниками двигателей Mercedes-Benz OM601/OM602/OM603.

## Первое поколение
В середине 1998 года был представлен ДВС Mercedes-Benz OM611 на автомобиле Mercedes-Benz W220. После фейслифтинга Mercedes-Benz W210 в модельный ряд добавились двигатели OM612 и OM613.

## Второе поколение
В 2000 году двигатель Mercedes-Benz OM611 был модернизирован и получил индекс Mercedes-Benz OM646. Также был представлен ДВС Mercedes-Benz OM628, который был впервые использован на автомобиле Mercedes-Benz W220 S400 CDI, а затем устанавливался на W211 E400 CDI, G400 CDI и ML W163 400 CDI. В зависимости от модели силовой агрегат выдавал мощность от 184 до 191 кВт (от 250 до 260 л. с.).
В 2005 году был представлен новый силовой агрегат — OM629, отличающийся от OM628 повышенным давлением наддува, что позволило получить больше мощности и крутящего момента.
Производство двигателей завершилось в 2010 году.

## Третье поколение
В 2007 году мощность ДВС Mercedes-Benz OM646 была увеличена до 136 л. с.

### Производство в России
С 2013 по 2018 год двигатель Mercedes-Benz OM646 производился на Ярославском моторном заводе и устанавливался на автомобили Луидор-2232.

### Технические характеристики
| Mercedes        | E-Klasse                          | S-Klasse                          | ML-Klasse                         | GL-Klasse                         |
| --------------- | --------------------------------- | --------------------------------- | --------------------------------- | --------------------------------- |
| Модель          | W211                              | W221                              | W164                              | X164                              |
| Объём           | 3996 см³                          | 3996 см³                          | 3996 см³                          | 3996 см³                          |
| Мощность        | 231 кВт/314 л. с. при 3600 об/мин | 235 кВт/320 л. с. при 3600 об/мин | 225 кВт/306 л. с. при 3600 об/мин | 225 кВт/306 л. с. при 3600 об/мин |
| Крутящий момент | 730 Н*м при 2200 об/мин           | 730 Н*м при 2200 об/мин           | 700 Н*м при 2000—2600 об/мин      | 700 Н*м при 2200—2600 об/мин      |

## Четвёртое поколение
С октября 2008 года производится ДВС Mercedes-Benz OM651. Новая модель была создана «с нуля» и не является модернизацией предыдущих поколений. Производство было налажено на заводе в Штутгарте, Германия.

## Галерея

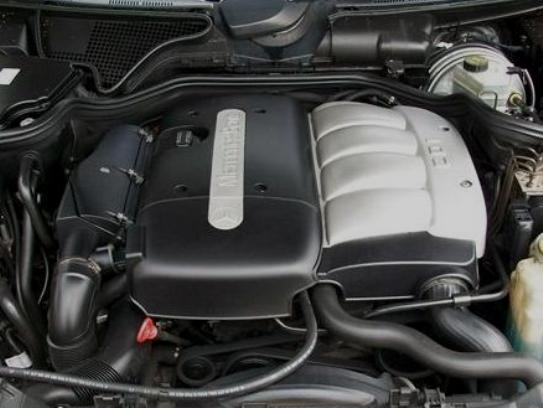
Mercedes-Benz OM611
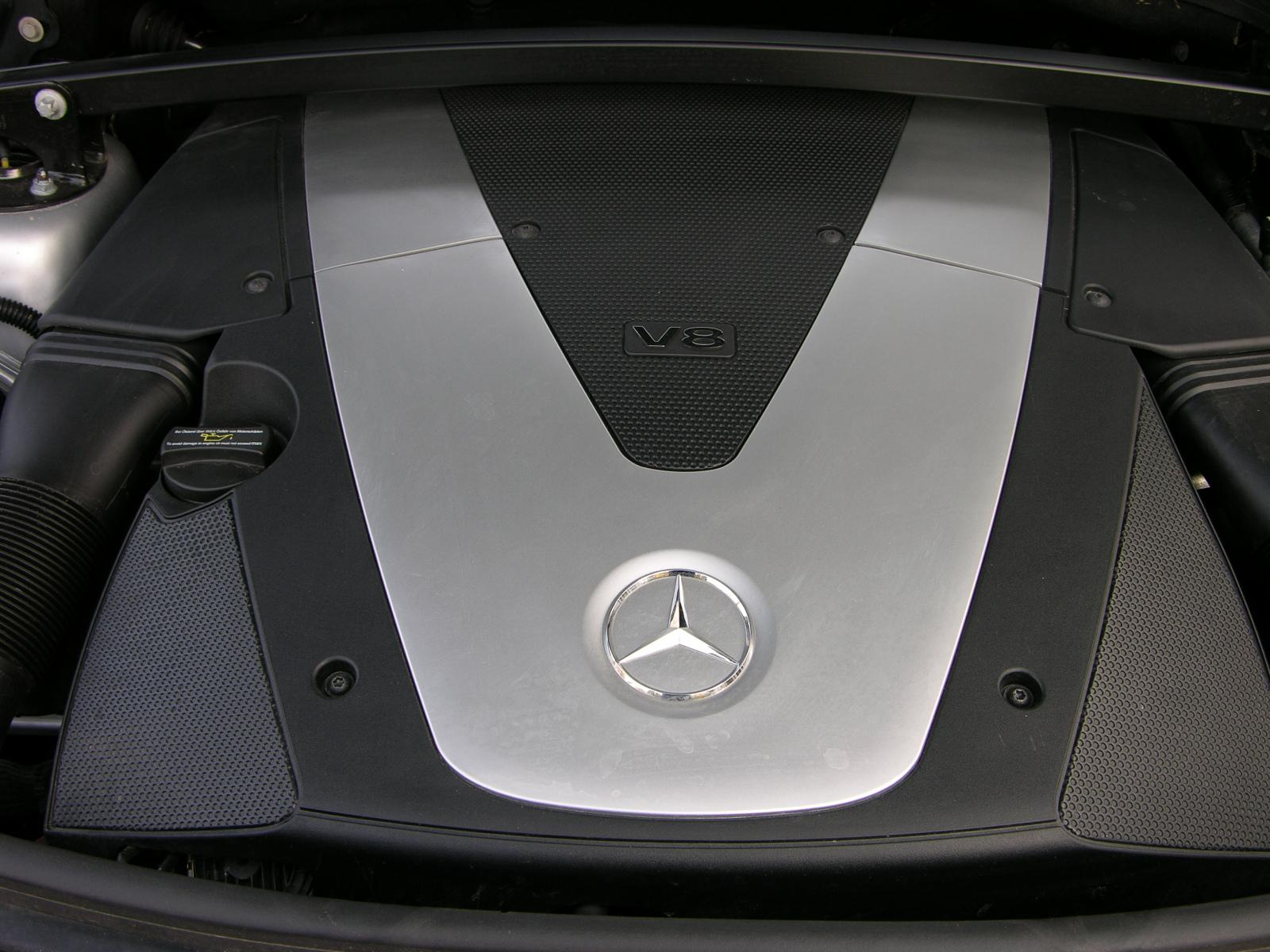
Mercedes-Benz OM628
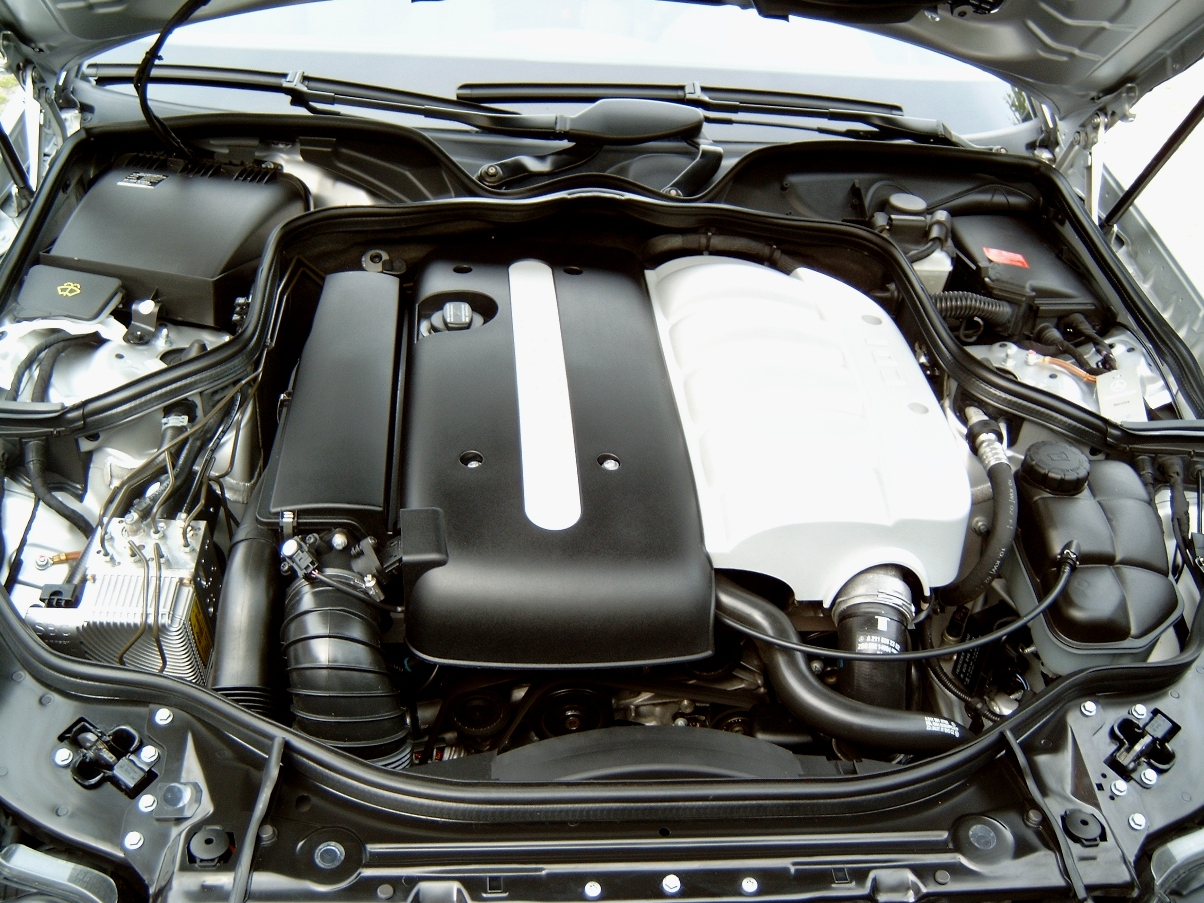
Mercedes-Benz OM646